# Варданян Армен Фрунзікович
Арме́н Фру́нзікович Варданя́н (нар. 30 листопада 1982 року в Ленінакані, Вірменська РСР) — український борець греко-римського стилю вірменського походження. Заслужений майстер спорту України.

## Біографія
Займатися боротьбою почав в Ленінакані після землетрусу 1988 року. Виступав за юнацьку збірну Вірменії. У її складі став віце-чемпіоном Всесвітніх юнацьких ігор 1998 року. У 1999 році переїхав до Запоріжжя. 2000 року став чемпіоном світу у складі української молодіжної збірної. Закінчив Запорізький національний технічний університет. Виступає за спортивне товариство «Динамо» (Запоріжжя). Військовослужбовець Державної прикордонної служби України.
Тренер — Вадим Кисіль. Перший тренер — Мурат Саргсян.

## Виступи на Олімпіадах
| Змагання                                   | Збірна  | Вагова категорія                 | Місце  |
| ------------------------------------------ | ------- | -------------------------------- | ------ |
| Боротьба на літніх Олімпійських іграх 2004 | Україна | греко-римська боротьба, до 66 кг | 5      |
| Боротьба на літніх Олімпійських іграх 2008 | Україна | греко-римська боротьба, до 66 кг | Бронза |

На літніх Олімпійських іграх в Афінах у боротьбі за 3-є місце переміг болгарина Ніколая Гергова з рахунком 17:14. Ця перемога Армена Варданяна принесла Україні четверту бронзову медаль на Олімпіаді.

## Виступи на Чемпіонатах світу
| Змагання                        | Збірна  | Вагова категорія                 | Місце  |
| ------------------------------- | ------- | -------------------------------- | ------ |
| Чемпіонат світу з боротьби 2003 | Україна | греко-римська боротьба, до 66 кг | Срібло |
| Чемпіонат світу з боротьби 2005 | Україна | греко-римська боротьба, до 66 кг | 5      |
| Чемпіонат світу з боротьби 2009 | Україна | греко-римська боротьба, до 74 кг | 25     |
| Чемпіонат світу з боротьби 2010 | Україна | греко-римська боротьба, до 66 кг | Срібло |
| Чемпіонат світу з боротьби 2011 | Україна | греко-римська боротьба, до 66 кг | 32     |
| Чемпіонат світу з боротьби 2014 | Україна | греко-римська боротьба, до 71 кг | 20     |
| Чемпіонат світу з боротьби 2015 | Україна | греко-римська боротьба, до 71 кг | Срібло |

На Чемпіонаті світу 2010 року посів 2-е місце. На цьому турнірі переміг у півфіналі Васифа Арзуманова (Туреччина) та поступився у фіналі Амбако Вачадзе (Росія).

## Виступи на Чемпіонатах Європи
| Змагання                         | Збірна  | Вагова категорія                 | Місце  |
| -------------------------------- | ------- | -------------------------------- | ------ |
| Чемпіонат Європи з боротьби 2000 | Україна | греко-римська боротьба, до 63 кг | 9      |
| Чемпіонат Європи з боротьби 2001 | Україна | греко-римська боротьба, до 63 кг | 19     |
| Чемпіонат Європи з боротьби 2003 | Україна | греко-римська боротьба, до 66 кг | Срібло |
| Чемпіонат Європи з боротьби 2004 | Україна | греко-римська боротьба, до 66 кг | Золото |
| Чемпіонат Європи з боротьби 2005 | Україна | греко-римська боротьба, до 66 кг | 12     |
| Чемпіонат Європи з боротьби 2008 | Україна | греко-римська боротьба, до 66 кг | Золото |
| Чемпіонат Європи з боротьби 2012 | Україна | греко-римська боротьба, до 66 кг | 21     |
| Чемпіонат Європи з боротьби 2014 | Україна | греко-римська боротьба, до 71 кг | 5      |

## Виступи на Кубках світу
| Змагання                    | Збірна  | Вагова категорія                 | Місце  |
| --------------------------- | ------- | -------------------------------- | ------ |
| Кубок світу з боротьби 2007 | Україна | греко-римська боротьба, до 66 кг | Бронза |

## Виступи на інших змаганнях
| Змагання                                                       | Збірна  | Вагова категорія                 | Місце  |
| -------------------------------------------------------------- | ------- | -------------------------------- | ------ |
| Гран-прі Німеччини з боротьби 2007                             | Україна | греко-римська боротьба, до 66 кг | Бронза |
| Золотий Гран-прі з боротьби 2011 (Сомбатгей)                   | Україна | греко-римська боротьба, до 66 кг | 11     |
| Кубок Вантаа з боротьби 2011                                   | Україна | греко-римська боротьба, до 66 кг | Золото |
| Олімпійський кваліфікаційний турнір з боротьби 2012 (Тайюань)  | Україна | греко-римська боротьба, до 66 кг | 4      |
| Турнір Дана Колова — Николи Петрова 2014                       | Україна | греко-римська боротьба, до 71 кг | Срібло |
| Відкритий чемпіонат Стокгольма з боротьби 2014                 | Україна | греко-римська боротьба, до 71 кг | 10     |
| Гран-прі Німеччини з боротьби 2014                             | Україна | греко-римська боротьба, до 71 кг | 8      |
| Гран-прі Іспанії з боротьби 2015                               | Україна | греко-римська боротьба, до 71 кг | Бронза |
| Київський Міжнародний турнір з боротьби 2016                   | Україна | греко-римська боротьба, до 66 кг | Срібло |
| Олімпійський кваліфікаційний турнір з боротьби 2016 (Зренянин) | Україна | греко-римська боротьба, до 66 кг | 15     |
| Олімпійський кваліфікаційний турнір з боротьби 2016 (Стамбул)  | Україна | греко-римська боротьба, до 66 кг | Бронза |
| Trophee Milone 2016                                            | Україна | греко-римська боротьба, до 71 кг | Срібло |

### Виступи на змаганнях молодших вікових груп
| Змагання                                      | Збірна   | Вагова категорія                 | Місце  |
| --------------------------------------------- | -------- | -------------------------------- | ------ |
| Чемпіонат світу з боротьби серед юніорів 2000 | Україна  | греко-римська боротьба, до 63 кг | Золото |
| Чемпіонат світу з боротьби серед юніорів 2001 | Україна  | греко-римська боротьба, до 69 кг | Срібло |
| Чемпіонат світу з боротьби серед кадетів 1996 | Вірменія | греко-римська боротьба, до 43 кг | 6      |
| Світові молодіжні ігри серед кадетів 1998     | Вірменія | греко-римська боротьба, до 57 кг | Срібло |

## Державні нагороди
- Орден «За мужність» III ст. (4 вересня 2008) — за досягнення високих спортивних результатів на XXIX літніх Олімпійських іграх в Пекіні (Китайська Народна Республіка), виявлені мужність, самовідданість та волю до перемоги, піднесення міжнародного авторитету України[4]